# Gijón (comarca)
Gijón (Asturisch: Xixón) is een comarca (Asturisch: cotarru) van de Spaanse provincie en autonome regio Asturië. De hoofdstad is Gijón, de oppervlakte 518 km² en het heeft 301.171 inwoners (2008).

## Gemeenten
Carreño, Gijón, Villaviciosa.
Avilés · Caudal · Eo-Navia · Gijón · Nalón · Narcea · Oriente · Oviedo